# La Fuga de Monkey Island
La Fuga de Monkey Island  (Escape from Monkey Island en inglés) es un videojuego de aventura de ordenador distribuido por LucasArts en el año 2000. Es la cuarta entrega de la serie de Monkey Island. Actualmente está disponible para su descarga en GoG.com.
La producción fue dirigida por Sean Clark y Michaeil Stemmle, quienes trabajaron previamente en Sam & Max Hit the Road.
El juego se enfoca en el pirata Guybrush Threepwood, quien retorna a casa con su esposa Elaine Marley luego de su luna de miel, para encontrar que su esposa ha sido declarada muerta erróneamente y su cargo de gobernadora convocado a elección. Guybrush debe encontrar la manera de devolver a Elaine al cargo, mientras destapa un complot para erradicar la piratería del Caribe liderado por su archienemigo LeChuck y el conspirador australiano Ozzie Mandrill.
Sean Clark y Michael Stemmle fueron los diseñadores principales, ambos habían trabajado previamente en otros títulos de aventuras de LucasArts. El sonido abarca la contribución de varios compositores, incluyendo Michael Land, compositor de las anteriores entregas de Monkey Island. Escape fue el último videojuego de aventuras publicado por LucasArts. Fue igualmente el segundo y último juego que utilizó el motor GrimE, el cual fue mejorado respecto de su primera utilización en Grim Fandango.

## Juego
Escape from Monkey Island es un juego de aventuras que consiste en diálogos con personajes y la resolución de problemas. El juego es controlado completamente por el teclado, o alternativamente por un joystick (no se usa ratón).
Una novedad en el juego son las líneas de acción. Guybrush puede mirar cualquier objeto con el que pueda interactuar, y el jugador puede usar las teclas Re Pág (Page Up) o Av Pág (Page Down) para seleccionar el objeto con el cual quiere que Guybrush interactúe.

### Monkey Kombat
En la segunda parte de Escape from Monkey Island, el juego de insultos es reemplazado por el Monkey Kombat (el nombre es una parodia de Mortal Kombat, el popular juego de combates). Monkey Kombat es un sub-juego parecido en su mecánica a piedra, papel o tijera, aunque mucho más complejo, donde se necesita memorizar líneas de insultos y retruques, que consisten en combinaciones aleatorias de las palabras “oop”, “chee” “ack” y “eek”, que a su vez vendrían a ser onomatopeyas de los sonidos emitidos por los monos.

## Historia
El juego comienza con el retorno de Guybrush Threepwood y Elaine Marley a la isla Melee luego de su luna de miel, adonde ellos se habían embarcado en el epílogo de The Curse of Monkey Island. Ellos encuentran que Elaine ha sido declarada muerta oficialmente, su posición de gobernadora ha sido revocada, y se ha programado la demolición de su mansión. El puesto de gobernador fue convocado a elección, y repentinamente una persona llamada Charles L. Charles se presentó como candidato. Mientras Elaine comienza su campaña para recuperar su posición, Guybrush se reencuentra con tres de sus viejos conocidos, Meathook, Otis y Carla, y se centra en recuperar la herencia de la familia Marley y en obtener los documentos legales para salvar la mansión. Guybrush viaja a la isla Lucre y se entera de que la familia Marley había escondido un secreto conocido como el Último Insulto (Ultimate Insult), un insulto tan ofensivo que destruye el espíritu de quienes lo escuchan. Él igualmente termina siendo inculpado por un robo de un banco, aunque el verdadero culpable es Pegnose Pete, el ladrón más infame de la isla Lucre, que recientemente delinque a las órdenes del australiano Ozzie Mandrill; sin embargo, Guybrush se las arregla para probar su inocencia.
Ozzie se propone tomar el control de todo el Caribe y erradicar la piratería, induciendo a muchos de los piratas a adoptar otras profesiones, y transformando a los lugares frecuentados por los piratas en sitios seguros y capaces de atraer turistas. Bajo el influjo de Ozzie, la piratería prácticamente desaparece como modo de vida, aunque se mantiene como atractivo turístico en muchas atracciones, bares y restoranes temáticos (por ejemplo, el Scumm Bar de la isla Melee es transformado en un restorán temático tropical llamado Lua Bar, donde el nombre Lua se refiere al lenguaje de programación usado para programar Escape from Monkey Island).
Luego de adquirir la escritura legal y regresar a casa, Guybrush y Elaine pronto descubren que Charles L. Charles es realmente LeChuck, que fue liberado por Ozzie de su prisión de hielo del último juego y está en busca del Último Insulto. Mientras Elaine continúa con su campaña electoral, Guybrush recorre el Caribe y recupera todas menos una pieza el Último Insulto. A su regreso a casa, es emboscado por LeChuck y Ozzie Mandrill, que le roban las piezas. Se revela que los dos villanos estaban trabajando juntos en un plan: Ozzie para deshacerse de todos los piratas y convertir el área en una zona turística, y LeChuck para librarse de su deuda con Ozzie por liberarlo y usar el Último Insulto para quebrar a Elaine y casarse con ella.
Para deshacerse de Guybrush, Ozzie y LeChuck lo confinan a Monkey Island, un lugar de donde supuestamente es imposible escapar. A pesar de su depresión temporal, Guybrush comienza a preparar su escape, aprendiendo el arte del Monkey Kombat de un mono sabio, el único mono en esa isla que es capaz de hablar como una persona. Además, descubre que Herman Toothrot es el abuelo de Elaine, que comenzó a padecer amnesia veinte años antes. Luego de descubrir al mono robot gigante de la isla, Guybrush se las arregla para inutilizar el amplificador del Último Insulto hecho por Ozzie, antes de regresar a Melee. Durante ese tiempo, Ozzie logró capturar a Elaine y armar el Último Insulto. Cuando éste parece fracasar debido a la falla del amplificador, LeChuck toma el asunto en sus manos, y mágicamente toma posesión de una enorme estatua de sí mismo que había ordenado construir poco después de su victoria como gobernador. Antes de que Guybrush pueda detenerlo, Ozzie usa el Último Insulto para tomar el control de la estatua de LeChuck; luego desafía al mono robot controlado por Guybrush a un duelo mortal de Monkey Kombat. Durante el duelo, el mono robótico controlado por Guybrush imita los movimientos de la estatua de LeChuck, provocado de tal modo empates sucesivos, hasta que la estatua de LeChuck golpea su cabeza, aplastando a Ozzie y destruyendo el Último Insulto. LeChuck explota en la derrota, Guybrush y Elaine se reúnen, y el abuelo Marley retoma su puesto como gobernador de la isla Melee, por lo que Guybrush y Elaine vuelven a ser piratas.

## Desarrollo
El juego fue hecho por Sean Clark y Michael Stemmle como diseñadores líderes, ambos trabajaron en los títulos previos de LucasArts Indiana Jones and the Fate of Atlantis y Sam & Max Hit the Road. Sean Clark igualmente trabajó en Loom y The Dig. Escape utiliza una versión levemente mejorada del motor GrimE introducido por Grim Fandango. Comparado con el resto de la saga, el lenguaje de escritura SCUMM fue reemplazado por el lenguaje de programación LUA (el argumento del juego bromea con esto, ya que el Scumm Bar, frecuentado por piratas y malvivientes en ediciones previas de la saga, es transformado en el Lua Bar, un establecimiento temático destinado al mercado turístico donde se sirve principalmente sushi).
Una nueva versión del sistema de música interactivo iMUSE, incorporando compresión MP3 junto a otros cambios, fue desarrollada para el juego. La programación interactiva de la música en el sistema iMUSE fue hecha por Larry the O como diseñador líder de sonido. La música introductoria de Escape es idéntica a la del tercer juego, a diferencia de las primeras entregas, que se caracterizaban por ser remixes del conocido tema de Monkey Island. Las pistas de audio consisten en piezas de cinco compositores: Michael Land (quien compuso la música de los juegos anteriores de Monkey Island), Peter McConnell, Clint Bajakian, Anna Karney y Michael Lande.

## Recepción
La recepción del juego fue favorable de forma general.

### Reacción de la crítica
El juego recibió críticas por la interface y la dificultad del control por teclado o joystick en comparación con el mouse. El “Monkey Kombat” fue igualmente criticado.